# Сивка бурокрила
Сивка бурокрила (Pluvialis fulva) — вид навколоводних птахів родини Сивкові (Charadriidae).

## Поширення
Вид поширений у тундрі Північної Азії (від півострова Ямал до Берингової протоки і Камчатки) та на заході Аляски. Зимує у Південно-Східній Азії, Австралії, на північному узбережжі Східної Африки (азійська популяція) та у Каліфорнії і на Гаваях (аляскінська популяція).
В Україні рідкісний залітний вид під час сезонних міграцій.

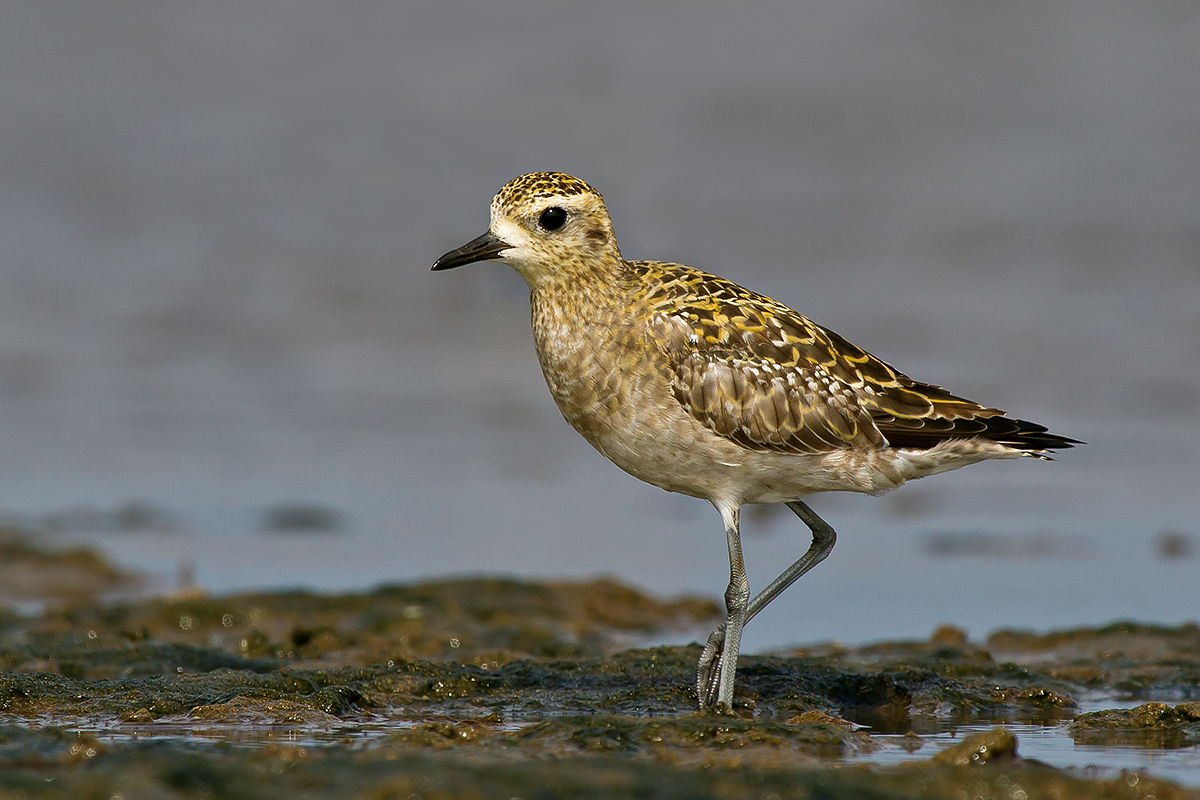
Оперення сивки бурокрилої у позашлюбний період

## Опис
Довжина тіла — 23-26 см, розмах крил — 60-67 см, вага — 160—200 г. У шлюбний період у самця верх чорний, з золотистими плямами; вуздечка, щоки, горло, шия спереду, воло, груди і черево чорні; лоб, смуги над очима, боки шиї і вола, підхвістя білі; на боках тулуба білі смуги, з домішкою чорного; низ крил буруватий; вздовж основи темно-коричневих махових пер проходить вузька світла смуга; хвіст зі світлими смугами; дзьоб і ноги чорні; у позашлюбному вбранні самець бурий, зі світлою строкатістю; груди і черево білуваті; дзьоб і ноги бурі. У дорослої самиці у шлюбному оперенні вуздечка, щоки, горло і воло сіруваті. Позашлюбне оперення самця та самиці подібні.

## Спосіб життя
Мешкають у зграях у приморських районах. Живляться комахами, хробаками, ракоподібними, іншими безхребетними і ягодами.

### Розмноження

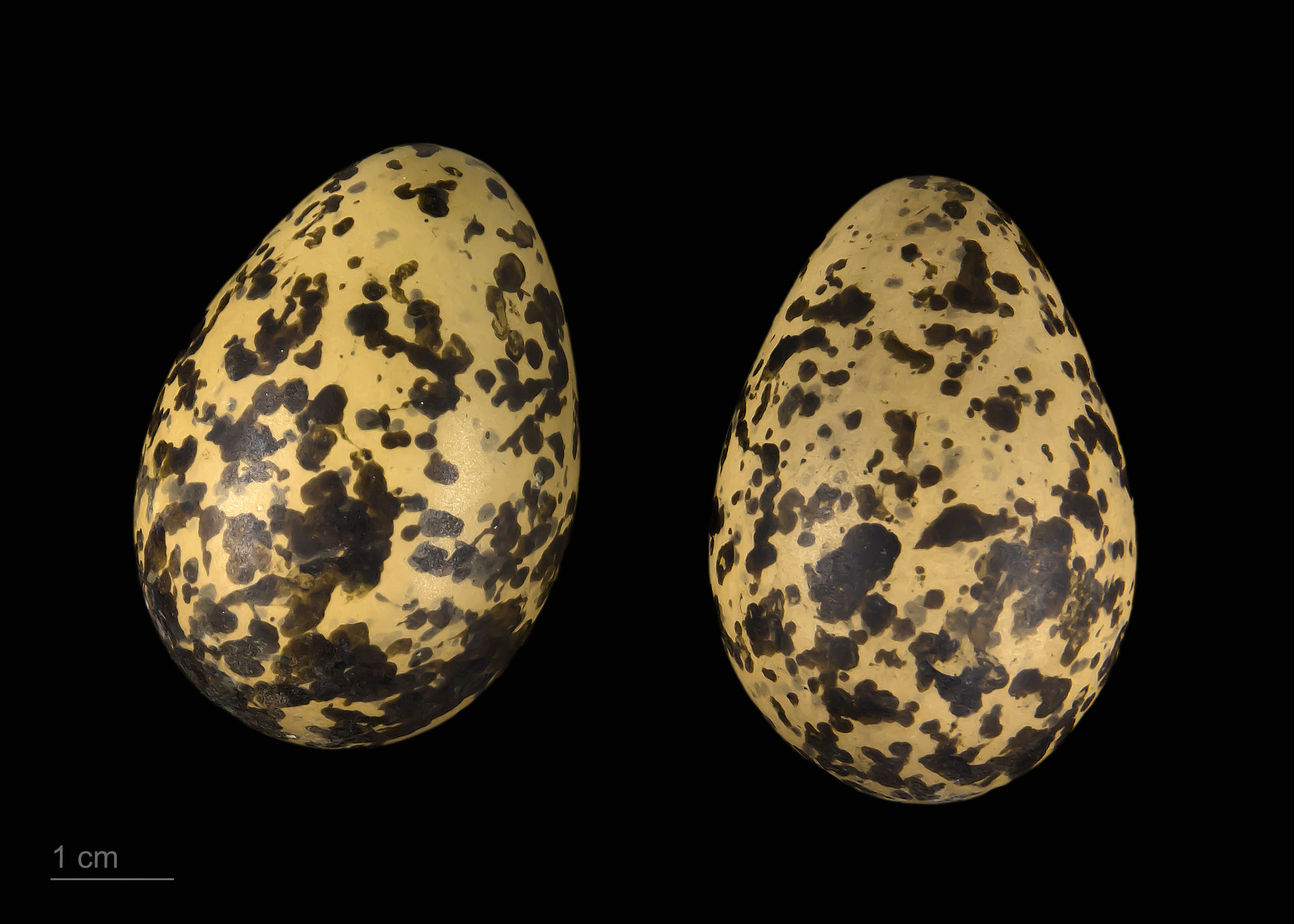
яйце Pluvialis fulva — Тулузький музей

Гніздиться в тундрі і лісотундрі. Бурокрила сивка будує гнізда на лишайниках Cladonia і Cetraria. Яйця за забарвленням копіюють лишайник. У кладці чотири яйця. Пташенята вилуплюються через 30 днів і відразу ж здатні самостійно живитись, хоч і залишаються під наглядом батьків. У разі, якщо до гнізда наближається хижак, бурокрила сивка починає відволікати його від гнізда, чергуючи біг показовими зупинками, щоб відстань до хижака залишалася невеликою.